# Johnny "Guitar" Watson
Johnny "Guitar" Watson (Houston, Texas; 3 de febrero de 1935 - Yokohama, Japón; 17 de mayo de 1996) fue un guitarrista y cantante de estadounidense, que incursionó en los estilos de soul, rhythm & blues, funk y rock.

## Discografía
- Gangster of Love (1957)
- I Cried for You (1963)
- Johnny Guitar Watson [King] (1963)
- The Blues Soul of Johnny Guitar Watson (1964)
- Larry Williams Show with Johnny Guitar Watson (1965)
- Bad (1967)
- In the Fats Bag (1967)
- Two for the Price of One (1967)
- Listen (1973)
- I Don't Want to Be A Lone Ranger (1975)
- The Gangster Is Back (1975)
- Ain't That a Bitch (1976)
- Captured Live (1976)
- A Real Mother for Ya (1977)
- Funk Beyond the Call of Duty (1977)
- Giant (1978)
- Gettin' Down with Johnny "Guitar" Watson (1978)
- What the Hell Is This? (1979)
- Love Jones (1980)
- Johnny "Guitar" Watson and the Family Clone (1981)
- That's What Time It Is (1982)
- Strike on Computers (1984)
- Hit the Highway (1985)
- 3 Hours Past Midnight (1986)
- Plays Misty (1992)
- Bow Wow (1994)